# Uracis reducta
Uracis reducta är en trollsländeart som beskrevs av Fraser 1946. Uracis reducta ingår i släktet Uracis och familjen segeltrollsländor. Inga underarter finns listade i Catalogue of Life.